# Stefan Sandberg
Stefan Sandberg, född 14 maj 1954 i Borås, är en svensk musiker. Redan som tonåring blev han yrkesmusiker, ursprungligen endast gitarrist, men efter genomgången musiklärarutbildning i Göteborg under 1970-talet blev han multiinstrumentalist, fr.a. med blåsinstrument som saxofon, klarinett och olika flöjter. Han har ägnat sig åt rock-, jazz- och bluesmusik, men även varit verksam som teatermusiker, bl.a. under en rad år i Carl-Einar Häckners varietéorkester på Liseberg, i revyer med Tomas von Brömssen och i föreställningar på Dramaten i Stockholm.

## Medverkan på skivinspelningar (urval)
- Modern Music Band: Modern Music Band (1972)
- Lars Aldman: Gud hjälpe! (1977)
- Thomas Ahlsén Band: Fåtölj (1979)
- Skrotbandet: Övervintring (1979)
- Knallpulverorkestern: "Ingen mänska lider"/"Absint" (1980)
- Unos kanoner: Popmusik (1985)
- Staffan Ahlbom: Glad glad sjöman (1986)
- Docenterna: Docenterna (1986)
- Bröderna Brothers: De fyra simsätten (1989)
- Sven Zetterberg and the Chicago Express: The blue soulution (1990)
- Nightcats: Got blues if you want it (1992)
- Jörn Hoel: Leapin` Lizards (1993)
- Sue's Blues: Wild women (1994)
- Karlsmark: Karlsmark (1994)
- Nightcats: Tune in The Blues (1995)
- Sven Zetterberg and the Chicago Express: Permanently Blue (1995)
- The Instigators: Rock`n Bowl !! (1996)
- Cabaret Oriental: Cabaret Oriental (1997)
- Sven Zetterberg: Blues from Within (1999)
- The Royal Beat Conspiracy : Music To Rock The Nation (1999)
- The Royal Beat Conspiracy : Gala Galore (2000)
- Nazarenes: Orit (2001)
- Bluebirds: Sweet Jambouree (2001)
- Gunnar Danielsson: Grön (2001)
- Peps Blodsband: Äntligen (2005)
- Carl-Einar Häckner:  Sånger ur livets varieté (2006)
- Anna Järvinen: Jag fick feeling (2007)
- Gunnar Danielsson: Fest Och Rock`n Roll (2007)
- Sue Sergel : Move Into The Light (2008)
- Franke: Det krävs bara några sprickor för att skapa ett mönster (2009)
- Laleh: Me and Simon (2009)
- Alf Robertson: En flisa av granit (2009)
- Gunnar Danielsson: Tack För Ordet (2012)
- Second Line Jazzband: Get out of here (2012)
- Olle Ljungström: Måla Hela Världen (2017)
- Gin House Blues Group:Live At Nefertiti (2019)
- Nynningen: Vi Kommer (2019)
- Marino Valle Band : Dragon of Love (2021)
- Little Dragon: Opening The Door
- Junior Brielle: Stor på Jorden (2023)
- Little Dragon:Slugs Of Love (2023)